# Gunung Tingo
Gunung Tingo är en kulle i Indonesien.   Den ligger i provinsen Aceh, i den västra delen av landet, 1 700 km nordväst om huvudstaden Jakarta. Toppen på Gunung Tingo är 40 meter över havet.
Terrängen runt Gunung Tingo är platt. Runt Gunung Tingo är det ganska tätbefolkat, med 54 invånare per kvadratkilometer. I omgivningarna runt Gunung Tingo växer i huvudsak städsegrön lövskog.